# 에두아르드 투르나이젠
에두아르드 투르나이젠(Eduard Thurneysen, 1888년 7월 10일 - 1974년 8월 21일)은 바젤에서 태어난 스위스 개신교 목사이자 신학자였다. 그는 신정통주의 학자로서 변증법적 신학의 대표적인 인물이었다. 바젤 대학교에서 신학을 공부하고 1911년에는 취리히에서 기독교청년회 사역도 하였다. 1913년에서 1920년까지 스위스 누트빌에서 목회를 하였다.
카를 바르트가 스위스 자펜빌에서 목회할대 가깝게 지냈으며 그와 함께 신정통주의 신학의 대열에 합류하였다. 그는 함부르그 대학교, 부퍼탈 대학교, 그리고 베를린 대학교에서  실천신학 분야에서 강의를 하였다.
1923년부터 1933년까지 저널 Zwischen den Zeiten(시대 사이)과 Theologische Existenz heute(오늘의 신학적 실존). 편집인 이었다.

## 작품
- Dostojewski, 1921 – On Fyodor Dostoyevsky.
- Komm Schöpfer Geist! : Predigten (with Karl Barth, 2nd edition, 1924); translated into English as Come, Holy Spirit; Sermons (1933).
- Christ und welt : fragen und antworten, 1950 – Christ and the world. questions and answers.
- Die Lehre von der Seelsorge, 1948; translated into English as A theology of pastoral care (1962).
- Die Bergpredigt, 1963; translated into English as The Sermon on the Mount (1964).
- Ein Briefwechsel aus der Frühzeit der dialektischen Theologie (with Karl Barth, 1966) – Correspondence from the early days of dialectical theology.
- Psychoanalyse und dialektische Theologie : zum Freud-Verständnis (with Karl Barth, Paul Ricœur) – Psychoanalysis and dialectical theology; understanding Freudianism.[3]